# ヤツデヒトデ
ヤツデヒトデ (八手海星、学名：Coscinasterias acutispina) は、日本沿岸で普通なヒトデの1種。腕が8本前後ある。

## 特徴
腕が8本ほどあるのが特徴だが、この数には変異が多く、7腕のものや10腕を持つものもある。幼生を人工環境下で変態させた稚ヒトデには6腕のものも出現する。盤（中央の胴体部）は小さく、腕は根本でくびれ、ここから脱落しやすい。輻長（盤の中心から腕の先端までの長さ）は50mmまで。体色は赤褐色で白や赤、青などの斑紋が入るが個体差が大きい。
背側板は広い網目状で、体の表面には叉棘鞘に囲まれた長く鋭い針が並んでいる。上縁板1つ置きに1本の棘、下縁板に2本の棘があって、その内側のものには叉棘鞘がない。腕の断面はほぼ五角形をなす。盤の上には2-5個の多孔板（変態した直後の稚ヒトデにおいては1個）と2つの肛門がある。
幽門垂(pyloric ceca)からは一種のホスホリパーゼが見出されており、その至適作用温度は60℃付近、至適pHは10.0であるという。おもに 1-パルミトイル-2-オレイオイル-sn-グリセロ-3-ホスホコリンを加水分解してオレイン酸を遊離させる役割を担い、その作用はデオキシコール酸ナトリウムと 1mM程度（ないしそれ以上）の濃度のカルシウムイオンの存在によって増強されると報告されている。ホスホリパーゼは他の棘皮動物からも見出されているが、ヤツデヒトデから得られたそれは、至適作用温度がきわだって高い点で特徴的である。

## 繁殖・生活環
雌雄異体であるが、集団ごとの性比のばらつきが大きく、雄のみしか見出されない場合もある。繁殖期は太平洋岸（相模湾）では6月下旬から7月上旬とされるが、いっぽうで日本海側（富山湾）では冬季に繁殖するとの推定や、富山湾において、生殖線の発達は冬季にピークを迎えるとの観察例もなされており、まだ十分な知見が集積されていない。発生の段階としては、幼生はビピンナリアとブラキオラリアを経由する。成長した幼生は4.4mmに達し、約4ヶ月で変態する。稚ヒトデは径1mmで、6腕を持つ。なお、幼生が前後に分裂し、それぞれの部分からヒトデ原基を形成することが観察されており、成体だけでなく、幼生でも無性生殖が行われている可能性がある。通常の有性生殖を営むほかに無性生殖を盛んに行い、頻繁に分裂することで増殖する。兵庫県豊岡市沿岸で採取された20-30個体が、遺伝子分析によって全て同一のクローン個体であった事例も報告されている。また、富山湾付近では、見出された個体の96%（黒崎付近）あるいは87%（魚津付近）が、分裂して増殖したものと推定されたという。分裂あるいは外傷によって欠けたか腕は、ある程度の期間を経て再生する。そのため、腕のうち何本かが再生の途上にあって相違的に短い、不対称な形の個体もしばしば見かけられる。飼育下での観察では、6腕の稚ヒトデが分裂して3腕ずつになった後、30日めには腕の再生が完了して分裂前と同様の体制を備えた二個体となったという。また、この分裂の後で4-5ヶ月を経過するとさらに二度目の分裂を行う個体もあり、二度目の分裂から13ヶ月後には性的成熟を迎え、飼育環境下での産卵を経て、次世代の稚ヒトデを生じたとされている。

## 近縁種
同属のものに日本ではトヤマヤツデヒトデC. toyamensis があるが、ずっと小さく、腕は6-7が普通。

## 寄生生物
口の周辺に、乳白色の殻を持つ巻き貝の一種ヤツデヒトデヤドリニナ（Apicalia habei）が付着しているのがときに観察される。また、体腔内部にオカダシダムシ（節足動物門甲殻亜門の顎脚綱に属する）という一種の寄生虫が潜んでいることがある。ヤツデヒトデはヒトの経済活動の上では重要な有害種であり、ヤツデヒトデヤドリニナやオカダシダムシなどの生態学的動向は、ヤツデヒトデに対して分裂繁殖を抑制するなど、抑圧的に働く可能性があるため、近年の関心が向けられている。
相模湾岸（神奈川県葉山町付近）からは、1-8月にかけて節足動物門のウミグモ綱（Pycnogonida）に属するシマウミグモ（Ammothea hilgendorfi）がヤツデヒトデに随伴して見出された例があり、特に4月には随伴率が8.6%に上ったという。またシマウミグモの発育ステージは成体のみではなく、幼い個体も観察されている。
シマウミグモは、京都大学瀬戸臨海研究所付近で採集されたテツイロナマコ（Holothuria lubrica var. moebii）の体表に付着して見出された例も記録されており、ナマコ類への外部寄生者として扱う意見もあるが、元来は潮間帯の石の下や海藻の根元などで自由生活を営んでいるとされ、ヤツデヒトデやテツイロナマコとの間に何らかの生態学的関係があるのか否かについては、まだ明らかにされていない。葉山町付近での観察例でも、ヤツデヒトデに対して何らかの障害を与えていた形跡は、特に認められなかったとされている。

## 分布

### 水平分布
インド洋から西太平洋の熱帯・亜熱帯域を中心に広く分布し、中国の南部や韓国南岸にも棲息する。
日本の太平洋岸では、千葉県の犬吠埼が分布の北限と考えられ、茨城県沿岸からは記録がない。日本海側においては、山形県本土以北では極めてまれであるが、粟島（新潟県）や飛島（山形県）のような離島にはやや多く産するという。青森県の陸奥湾や秋田県男鹿半島からも見出されたとする文献があるが、詳細な産地は不明で証拠標本も残されていない。南方にかけては、鹿児島県の桜島や、奄美群島に属する加計呂麻島を経て、沖縄本島の恩納村瀬良垣からの記録がある。また、伊豆諸島・小笠原諸島では、八丈島や兄島・父島から見出されている。

### 垂直分布
潮間帯直下やタイドプールに普通に見られる。一方で浅海底にも住んでおり、スキューバ潜水による目視の記録は富山湾（水深20 m）、ドレッジによる捕獲記録は 山形県飛島の近海（水深30 m）から知られている

## 食性と天敵

### 食性
肉食性で、イガイ などを襲って食べる。実験環境下ではサザエ（特に殻高20 30 mm程度までの稚貝）やメガイアワビ・エゾアワビ、クロアワビの稚貝、あるいはオオコシダカガンガラ・ウズイチモンジガイ・クボガイなどをも捕食する。サザエの稚貝を捕食する際には、相手を管足で捕らえて口に運び、胃を体外へ出して包み込み、殻口から軟体部のみを食する。
カサガイの一種である マツバガイ・ヨメガカサに対しても、最初に相手に接触した腕に最も近い腕から順に、全ての腕をこれらの貝類に向かって移動させて相手を包み込もうとし、また、襲われた貝の側もヤツデヒトデを捕食者と認識しているものらしく、貝殻を外套膜で覆う防御反応を示したり、あるいはその場から逃走しようとした。同じくカサガイの一種であるベッコウガサは、なんらの防御行動をとることなく、ほとんどが捕食されるに至ったが、これについては、ヤツデヒトデとは通常の生息域が重ならないために捕食者と認識し得なかったためではないかとの推定がなされている。
これらのほか、天敵がごく少ないと考えられているナマコの一種であるグミ（Pseudocnus echinatus）を捕食した例も観察されている。
駆除のために漁協のなかには奨励金をだしているところもある。ちなみに志摩半島の沿岸のある漁協のそれは大きさにかかわらず1匹5円であるという。

### 天敵
実験室内において、まずボウシュウボラとイトマキヒトデのみを一つの容器に同居させ、別の容器に前者とヤツデヒトデとを同居させて観察し、さらにこの三者を一つの容器に入れた区をも設けて飼育したところでは、殻長 138-156 mmのボウシュウボラは、二種のヒトデをともに捕食し、平均して一日当たりイトマキヒトデの 9.6 g、あるいはヤツデヒトデの 6.7 g（ともに湿重量）を摂食したという。三者を一つの容器に入れた実験区では、一匹のボウシュウボラ（殻長 158 mm）によって、平均して一日当たりイトマキヒトデの 11.4 gおよびヤツデヒトデの 4.1 gを摂食したとの報告がある。
三者を一つの容器に入れた実験区では、供試されたイトマキヒトデがすべて捕食を受けてからはじめて、ヤツデヒトデがボウシュウボラの攻撃を受けはじめたとされ、またイトマキヒトデは容易にボウシュウボラの捕食を受けていたが、ヤツデヒトデはイトマキヒトデより活発に移動し,捕食を逃れる行動がみられたという。ヤツデヒトデは自由度の高い腕を持っているため、イトマキヒトデより高速で自在に移動することが可能で、巧みにボウシュウボラの捕食を逃れる事ができたためと考えられている。